# Иванова, Анастасия Семёновна
Анастасия Семёновна Иванова (24 июля 1958, Адлер — 3 июня 1993, Москва) — советская и российская актриса театра и кино, наиболее известная по роли Лиды в фильме «Не могу сказать „прощай“».

## Биография
Родилась 24 июля 1958 года в Адлере.
Училась в 49 школе, после чего в 1979 году окончила школу-студию МХАТ на курсе у Виктора Монюкова. Работала во Владимирском театре драмы, затем — в Московском Новом драматическом театре и в театре «Сфера». После успеха фильма «Не могу сказать „прощай“» Анастасия Иванова стала известной, но в кино её практически больше не приглашали.
Была замужем за актёром Борисом Невзоровым. Их роман начался на съёмках фильма «Не могу сказать „прощай“». Полтора года спустя родилась дочь Полина.
В 1984 году её пригласили сниматься в фильме «Батальоны просят огня», но руководство заменило часть актёров, в том числе Иванову. По словам Невзорова «Для неё это была большая трагедия. Она её подкосила». Во время «перестройки» скромные романтические героини, для которых идеально подходила Анастасия Иванова, оказались в кинематографе не востребованы. В дальнейшем снялась лишь в небольших ролях в двух фильмах, причём один из них был дебютной режиссёрской работой её мужа.
3 июня 1993 года Анастасия Иванова была убита в своей квартире на Делегатской улице в Москве. Следствие установило, что убийца был знакомым Ивановой, так как она его впустила в квартиру. Основным подозреваемым был 30-летний Сергей Просветов, родственник актёра Александра Савченко, с которым Иванова снималась в фильме «Не могу сказать „прощай“», отсидевший к тому времени 10 лет за убийство другой актрисы. Предположительно, он зашёл к Ивановой под предлогом помянуть Александра Савченко, который умер за год до этого. Когда Иванова впустила его и стала накрывать на стол, Просветов нанёс ей два ножевых ранения, а затем задушил. Преступник забрал старый видеомагнитофон и несколько дешёвых колец. По горячим следам преступника задержать не удалось. Позднее Просветов был убит во время бытовой ссоры сыном своей любовницы.
Похоронена в Сергиевом Посаде на старом Городском кладбище.

## Творчество

### Фильмография
1. 1976 — Жизнь и смерть Фердинанда Люса — цветочница
2. 1982 — Не могу сказать «прощай» — Лида
3. 1982 — Дыхание грозы — Параска
4. 1983 — Воробей на льду — Лидия Сергеевна, учительница русского языка и литературы
5. 1990 — Мальчики — Варвара Николаевна
6. 1993 — У попа была собака... — бывшая девушка Алексея